# Giulio Serafini
Giulio Kardinal Serafini (* 12. Oktober 1867 in Bolsena, Provinz Viterbo, Italien; † 16. Juli 1938 in Rom) war Bischof von Pescia und Kurienkardinal der römisch-katholischen Kirche.

## Leben
Giulio Serafini erhielt seine Schulausbildung im Seminar von Orvieto. Anschließend studierte er in Rom Katholische Theologie und promovierte sowohl in Kanonischem Recht als auch in Zivilrecht. Am 6. April 1890 empfing er das Sakrament der Priesterweihe. Nach weiterführenden Studien unterrichtete er von 1895 bis 1901 am Seminar von Orvieto, das er ab 1897 als Regens leitete. 1901 wurde er Seminarleiter in Rom und Dozent an der Päpstlichen Hochschule St. Apollinarius.
1907 ernannte ihn Papst Pius X. zum Bischof von Pescia. Die Bischofsweihe empfing Giulio Serafini durch den Generalvikar von Rom, Pietro Kardinal Respighi; Mitkonsekratoren waren Salvatore Fratocchi, Bischof von Orvieto, und Giovanni Battista Scotti, Bischof von Osimo e Cingoli. Im Auftrag des Papstes visitierte Giulio Serafini mehrere Seminare in Italien. 1908 wurde er Studienpräfekt des Päpstlichen Römischen Priesterseminars in Rom. Papst Pius XI. ernannte ihn 1925 zum Sekretär der Konzilskongregation, am 30. Juni 1930 nahm er ihn als Kardinalpriester mit der Titelkirche Santa Maria sopra Minerva in das Kardinalskollegium auf. Noch im gleichen Jahr wurde Giulio Serafini zum Präfekten der Konzilskongregation ernannt, die er bis 1938 leitete. Mehrere Jahre stand Giulio Serafini auch der Päpstlichen Kommission für die authentische Auslegung des Codex Iuris Canonici vor. 
Giulio Serafini starb am 16. Juli 1938 in Rom und wurde in der Basilika Santa Maria sopra Minerva bestattet.